# Gijs Leemreize
Gijs Leemreize (n. 23 de outubro de 1999) é um ciclista profissional holandês, que atualmente corre pela UCI WorldTeam Team Visma-Lease a Bike.

## Carreira
Leemreize se juntou à Jumbo–Visma Development Team para sua temporada inaugural em 2020. Leemreize montou com a UCI WorldTeam Team Jumbo–Visma como uma oportunidade de desenvolvimento – após a introdução de uma regra da UCI que permite isso – no Tour de la Provence, em fevereiro. Após o anúncio de que se juntaria à equipe em tempo integral em 2021, Leemreize fez uma segunda aparição com a equipe na Vuelta a Burgos. Ele se envolveu em um forte acidente na primeira etapa da corrida; como resultado do acidente, ele cortou um dedo da mão direita e teve que abandonar a corrida. Ele foi levado para o hospital e passou por uma cirurgia na mão mais tarde naquele dia.

## Principais resultados
2019
1º Classificação das montanhas Carpathian Couriers Race
2020
5º Geral Ronde de l'Isard
2021
1º Geral Ronde de l'Isard
1º Classificação de pontos
1ª Etapa 5
4º Tour geral de l'Avenir
1ª Etapa 2 ( TTT )

### Resultados da classificação geral das Grandes Voltas
| Grande Excursão | 2022 |
| --------------- | ---- |
| Giro d'Italia   | 28   |
| Volta a França  | —    |
| Volta a Espanha | —    |

| —   | Não competiu |
| DNF | Não terminou |